# Jack Newman
Jack Newman, född juli 1903, död 22 augusti 1976, var en friidrottare från Australien. Han deltog vid olympiska sommarspelen 1924.